# Wagenschot
Onder wagenschot worden eikenhouten planken verstaan van een bijzondere kwaliteit.
De eiken stam wordt daartoe eerst gekloofd in vier stukken (kwartieren genaamd). Deze kwartieren worden vervolgens tot planken gezaagd, waarbij de zaagsnede loodrecht op de jaarringen komt te staan. Aldus worden planken verkregen waarin zich fraaie patronen van mergstralen aftekenen. Deze patronen worden spiegels genoemd.
Wagenschot werd en wordt vooral gebruikt voor toepassingen waar het patroon in het oog loopt: scheepsbetimmeringen en woningen. In de wagenmakerij werd wagenschot - in tegenstelling tot wat de naam zou vermoeden - niet in bijzondere mate gebruikt.
Aldus is het voorvoegsel wagen waarschijnlijk afkomstig van waag of wand, en niet van het voor de hand liggende vervoermiddel. Het achtervoegsel schot komt van beschieten.

## Externe bron
- Wagenschot in het Woordenboek der Nederlandsche Taal
- Wagenschot op joostdevree.nl